# الدخول (تعز)
الدخول هي إحدى قرى الجمهورية اليمنية. وهي تتبع جغرافيًا لمحافظة تعز. وإداريًا لمديرية مقبنة. يبلغ تعداد سكانها 1533 نسمة حسب الإحصاء الذي جرى عام 2004.